# Charles Joseph Alleyn
Pour les articles homonymes, voir Alleyn.
Charles Joseph Alleyn, né le 19 septembre 1817 dans le comté de Cork et mort le 4 avril 1890 à Québec, est un homme politique canadien.

## Biographie

### Jeunesse et formation
Il est le fils de Richard Israël Alleyn, commandant dans la Marine royale, et de Margaret O'Donovan. Il étudie à l'école de Fermoy et au Clongowes Wood College, à Clane. Vers 1837, il émigre avec sa famille à Québec. Il est admis au Barreau en 1840 et commence à exercer la profession d'avocat. Le 15 mai 1849, il épouse Zoé Aubert de Gaspé, fille de Philippe Aubert de Gaspé.

### Carrière politique
Il se porte candidat aux élections municipales de 1848, mais ne réussit pas à se faire élire. Il est échevin du quartier Champlain au conseil municipal de Québec du 10 février 1851 au 19 janvier 1857. Il est maire de Québec du 13 février 1854 au 12 février 1855.
À l'Assemblée législative de la province du Canada, il est député de la Cité de Québec de 1854 à 1860, puis député de Québec-Ouest de 1860 à 1866. Le 17 août 1866, il devient shérif du district de Québec, un poste qu'il occupe jusqu'à sa mort. En 1867, il devient le premier direction de la prison des plaines d'Abraham.

## Postérité
- Une rue est nommée en son honneur à Québec.